# Itata tipuloides
Itata tipuloides är en spindelart som beskrevs av Simon 1901. Itata tipuloides ingår i släktet Itata och familjen hoppspindlar. Inga underarter finns listade i Catalogue of Life.